# La Chaux-de-Fonds International 2000
Die La Chaux-de-Fonds International 2000 im Badminton fanden im Oktober 2000 statt.

## Die Sieger und Platzierten
| Disziplin    | Gold                         | Silber                     | Bronze                                  |
| ------------ | ---------------------------- | -------------------------- | --------------------------------------- |
| Herreneinzel | Mark Constable               | Andrew South               | Aamir Ghaffar                           |
| Herreneinzel | Mark Constable               | Andrew South               | Robert Nock                             |
| Herrendoppel | Thomas Iversen Aras Razak    | Aamir Ghaffar Andrew South | Christian Møller Madsen Kaspar Rufibach |
| Herrendoppel | Thomas Iversen Aras Razak    | Aamir Ghaffar Andrew South | Pascal Bircher Paulo von Scala          |
| Dameneinzel  | Ella Karachkova              | Maja Pohar                 | Maiko Naka                              |
| Dameneinzel  | Ella Karachkova              | Maja Pohar                 | Anna Larchenko                          |
| Mixed        | Pavel Uvarov Ella Karachkova | Andrej Pohar Maja Pohar    | Alexej Chumakov Anna Larchenko          |
| Mixed        | Pavel Uvarov Ella Karachkova | Andrej Pohar Maja Pohar    | Kaspar Rufibach Bettina Villars         |